# Tossin' and turnin'
Tossin' and turnin' is een single van Bobby Lewis uit 1961.
Het nummer is geschreven door Ritchie Adams (van Fireflies) en Malou Rene (vrouw van de baas van het label). Het plaatje haalde twee maanden nadat het uitgebracht werd de eerste plaats in de Billboard Hot 100. Als een van de weinige plaatjes destijds bleef het daar zeven achtereenvolgende weken staan. Het maakte het plaatje direct hit van het jaar, aldus Billboard. Uiteindelijk gingen meer dan 3.000.000 exemplaren over de toonbank, maar ... Belltone ging wat later toch failliet.
Van het nummer bestaan eigenlijk twee versies. Al naargelang het uitkwam zong Lewis een intro: "Baby, baby, you did something to me". Het origineel begint echter met de zinsnede "I couldn't sleep at all last night". Lewis werd begeleid door onder meer Ritchie Adams en Eric Gale op gitaar, Bob Bushnell op basgitaar, King Curtis op tenorsaxofoon, Frank Haywood Henry op baritonsaxofoon, Paul Griffin op piano en Sticks Evans op slagwerk.

## Covers
Van het nummer is een aantal covers in omloop. Daarvan te noemen zijn versies van The Supremes, Peter Criss, Shakin' Stevens, The Guess Who en Showaddywaddy. The Ivy League schreef zelf een nummer onder dezelfde titel, beginnend met "I can't sleep at night".